# Etnia kerinci
Los kerinci (en malayo: Kerinci atau Kerinchi; jawi: كرينچي), es uno de los grupo étnico en Kerinci, Merangin, Kota Sungai Penuh, Sumatra Occidental, Malasia, y otras áreas.